# Hiten
Hiten (MUSES-A)   ( ひてん ? "creatura celestiale") era una sonda spaziale dell'Istituto per le scienze spaziali ed astronautiche (ISAS) del Giappone, lanciata il 24 gennaio 1990. È stata la prima missione lunare giapponese e la prima robotica dal 1976, anno in cui con la Luna 24 terminò il Programma sovietico Luna. Scopo principale della missione era di testare tecnologie necessarie per future missioni lunari o interplanetarie. Hiten fu progettata per essere posta in un'orbita altamente ellittica intorno alla Terra, che la portasse in prossimità della Luna per dieci volte nel corso della missione. La sonda trasportava un piccolo veicolo, chiamato Hagoromo, che avrebbe dovuto essere posto in orbita lunare. La missione è terminata il 10 aprile 1993, quando la sonda è stata fatta impattare intenzionalmente sulla Luna.
L'eccezionalità della missione è derivata dallo sviluppo di rotte alternative a basso consumo di propellente per raggiungere la Luna, in seguito al lancio fallimentare che non ha permesso il raggiungimento dell'orbita iniziale desiderata.

## Obiettivi della missione
La missione era stata progettata con lo scopo di testare la tecnologia necessaria per future missioni lunari o interplanetarie. A tale scopo, furono previsti: test sul controllo della traiettoria utilizzando gravity assist durante due fly-by della Luna; l'inserzione in orbita lunare di un piccolo orbiter; esperimenti di controllo della navigazione con strumenti ottici; e test sui computer di bordo. Gli ingegneri giapponesi aspiravano a testare, inoltre, una nuova tecnica per la riduzione della velocità di una velivolo intorno ad un pianeta dotato di densa atmosfera e Hiten fu la prima sonda ad eseguire la manovra di aerobraking possedendo una velocità iniziale prossima a quella di fuga. Infine, l'unico strumento scientifico a bordo della sonda, il Munich Dust Counter (MDC), permise di rilevare e misurare la massa e la velocità delle polveri presenti tra l'orbita della Terra e quella della Luna.
L'estensione della missione permise, inoltre, di raggiungere altri tre obiettivi: l'esplorazione dell'ambiente intorno ai punti di Lagrange L4 e L5 del sistema Terra-Luna; condurre lo stesso velivolo madre, Hiten, in orbita intorno alla Luna e portarlo ad impattare sulla superficie.

## Il lancio e la messa in orbita
Hiten è stata lanciata alle 11:46 del 24 gennaio 1990, dal Kagoshima Space Center (rinominato Uchinoura Space Center nel 2003) con il vettore Mu-3S-II. La velocità di iniezione in orbita è stata 50 m/s inferiore al valore nominale, risultando in un apogeo di soli 290.000 km invece dei 476.000 km attesi. Furono quindi necessarie numerose manovre correttive perché Hiten potesse essere ricondotta sull'orbita nominale che le avrebbe permesso di avvicinarsi sufficientemente alla Luna per il lancio di Hagoromo.

## Hagoromo
Hagoromo era un poliedro con 26 facce, largo 36 cm e di 12 kg di peso. Era dotato di un motore a propellente solido (capace quindi di effettuare un'unica accensione) e di un trasmettitore. L'energia era garantita da un sistema di pannelli solari, posti su sedici delle ventisei facce. Non recava a bordo alcuno strumento scientifico.
Il 18 marzo 1990 Hiten eseguì il suo primo fly-by della Luna ed in questa occasione rilasciò l'orbiter Hagoromo. Da osservazioni da terra, fu confermata l'accensione del motore a propellente solido, ma, in seguito al guasto del trasmettitore a bordo del piccolo velivolo (avvenuto il 21 febbraio), non fu possibile confermare l'avvenuta inserzione in orbita lunare.

## Estensione della missione
Conclusa la missione principale (il 30 marzo 1991), per recuperare il mezzo insuccesso, fu proposto di portare Hiten in orbita intorno alla Luna. Il propellente posseduto dalla sonda era però insufficiente (il 10% del necessario) ad effettuare un trasferimento orbitale diretto e fu quindi disegnata da Edward Belbruno una nuova rotta di trasferimento a bassa energia. La sonda lasciò il 24 aprile l'orbita terrestre seguendo la rotta di Belbruno e si avvicinò alla Luna il 2 ottobre 1991. La rotta permise quindi alla sonda di attraversare le regioni dei punti di Lagrange L4 e L5 del sistema Terra-Luna, dove non furono osservate variazioni nel quantitativo di polveri presenti, prima di tornare ad avvicinarsi alla Luna ed essere catturata senza la necessità dell'accensione dei motori. Dopo due mesi in orbita lunare, l'orbita seguita da Hiten iniziò a decadere. Così si decise di utilizzare l'ultimo quantitativo di propellente per farla impattare sulla superficie. L'impatto avvenne il 10 aprile 1993, in prossimità del cratere Furnerius.